# Lucky Luke (Magazin)
Lucky Luke war ein 1974 und 1975 monatlich erschienenes französisches Comicmagazin.

## Hintergrund
Dargaud, der bereits Pilote veröffentlichte, hoffte mit Hilfe des populären Namens Lucky Luke weitere Serien erfolgreich starten zu können. Der Untertitel der ersten Nummer war Le mensuel international des jeunes und wurde in der zweiten Ausgabe durch Le mensuel international des copains de Lucky Luke ersetzt. Die Serien wurden kapitelweise abgedruckt.

## Veröffentlichungen
Von März 1974 bis Februar 1975 erschienen zwölf Ausgaben mit einem Umfang von jeweils 84 Seiten.

## Serien
- Mac Coy (1974–1975)
- Lucky Luke (1974–1975)
- Jonathan Cartland (1974–1975)